# 35358 Lorifini
35358 Lorifini este un asteroid din centura principală de asteroizi.

## Descriere
35358 Lorifini este un asteroid din centura principală de asteroizi. A fost descoperit pe 27 septembrie 1997 la San Marcello Pistoiese de Luciano Tesi și Maura Tombelli. Asteroidul prezintă o orbită caracterizată de o semiaxă mare de 2,42 ua, o excentricitate de 0,23 și o înclinație de 10,2° în raport cu ecliptica.